# Strutzbergstollen

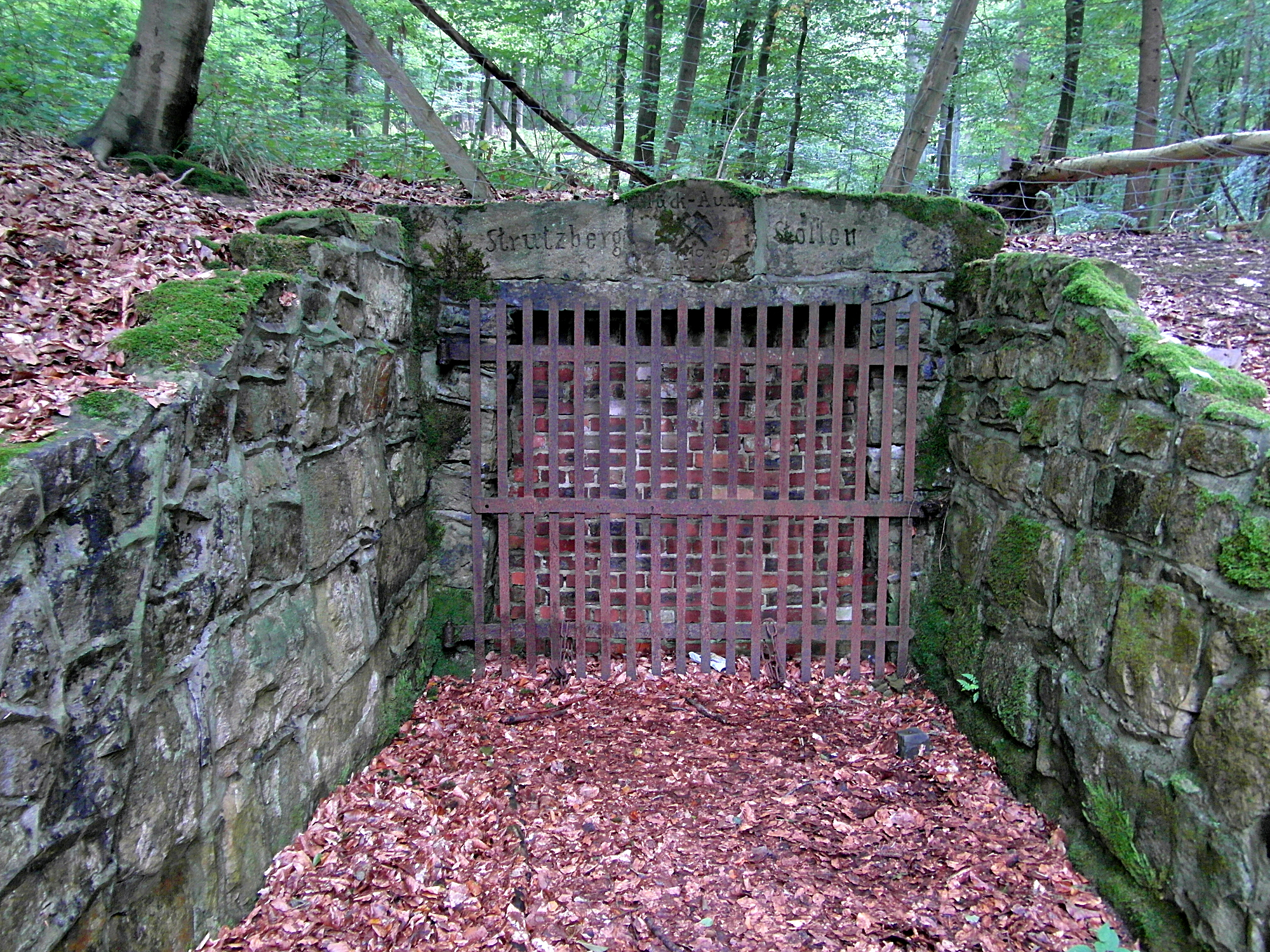
Mundloch des Strutzbergstollens

Der Strutzbergstollen ist ein ehemaliger Bergwerksstollen im Deister bei Bad Nenndorf in Niedersachsen. Bis zu seiner Schließung im Jahr 1960 wurde hier die letzte Steinkohle im Deisterrevier gefördert.

## Geschichte
Im Deister ist schon im Jahr 1639 der Betrieb eines Kohlebergwerks nachweisbar. Im Laufe des 19. Jahrhunderts kam es zur Anlage zahlreicher kleiner Bergwerke zur Förderung der in bis zu 100 cm mächtigen Flözen anzutreffenden Wealdenkohle. Durch Übernahmen kamen die Bergwerksbetriebe und Konzessionen im Nordwesten des Deisters zwischen Egestorf und Bantorf in Staatsbesitz und wurden zum Steinkohlenbergwerk Barsinghausen der Preussag zusammengefasst.
Das Bergwerk betrieb Anfang der 1950er Jahre vier Förderschächte in den Gemeinden Barsinghausen und Großgoltern im damaligen Landkreis Hannover. Einige alte Stollen dienten wie der Klosterstollen Barsinghausen nur noch der Wetterführung.
Am Strutzberg im Nordwesten des Deisters verlief die Grenze des Landkreises Grafschaft Schaumburg zum Landkreis Hannover, heute die des Landkreises Schaumburg zur Region Hannover, etwa entlang des östlichen Waldrandes. Hier war auf hannoverscher Seite bereits im 1856 abgeteuften Carlschacht Steinkohle gefördert worden. Dieser gehörte zur 1907 übernommenen und 1928 vom Steinkohlebergwerk Barsinghausen wegen mangelnder Wirtschaftlichkeit stillgelegten Zeche Antonie in Bantorf.
Im Deister, auf schaumburgischem Gebiet, entstand 1895 an der Hessischen Quelle eine Schutzhütte, die in den Folgejahrzehnten zur Waldgaststätte Mooshütte erweitert wurde. Vermutlich als Folge des Bantorfer Bergbaus versiegte die Quelle in den 1930er Jahren weitgehend.

## Kohlebergbau bei der Mooshütte

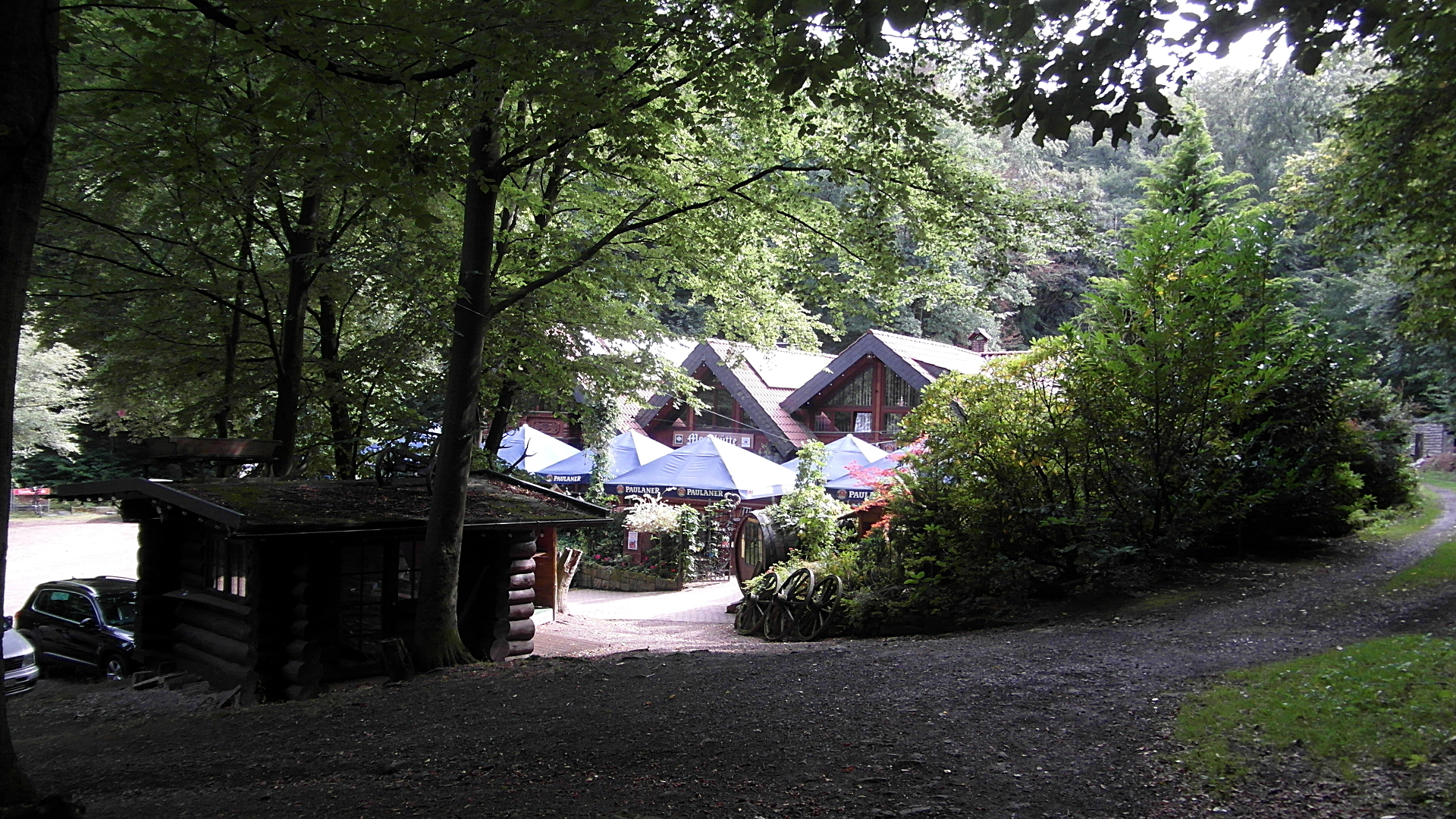
Waldgaststätte Mooshütte. Der Weg am rechten Bildrand führte zu den Betriebsgebäuden und zum Strutzbergstollen

Nach dem Zweiten Weltkrieg stieg Anfang der 1950er Jahre der Bedarf an Steinkohle deutlich.
Im Rahmen des Notbergbaus wurde im Jahr 1951 nördlich der Mooshütte der Mooshüttestollen vorgetrieben.▼
Am 2. Januar 1952 begannen auch südlich der Mooshütte am Osthang des Strutzberges (198 m ü. NHN) die Arbeiten im schließlich 202 m langen Strutzbergstollen. Die Stollen dienten dem Abbau von Kohle-Restpfeilern.
In beiden Stollen zusammen waren etwa 70 Bergleute beschäftigt.
Die Kohle der etwa 50 cm mächtigen Flöze wurde von den Bergleuten mit einfachen Mitteln und oft im Liegen abgebaut und in Förderwagen geladen.
Jeweils ein Grubenpferd zog bis zu 12 Förderwagen aus dem Stollen zu einem Verladebunker.
Von hier transportierten Lastkraftwagen die Kohle weiter.
Die Betriebsgebäude▼ des Stollens standen auf dem Gelände der Mooshütte.
Die Waldgaststätte und der Bergbaubetrieb arrangierten sich in enger Nachbarschaft. Das Bergwerksunternehmen sorgte für Elektrizitäts- und Telefonanschluss, in die Bergwerksgebäude war ein Stall für die Kühe des Wirtes integriert und die Bergleute kehrten nach Schichtende in der Mooshütte ein. Für Ausflügler und Kurgäste aus Bad Nenndorf waren Grubenpferde und Stollen beliebte Fotomotive.
Nachdem bereits 1954 die Förderung im Mooshüttestollen eingestellt worden war, wurde im Jahr 1955 wegen mangelnder Wirtschaftlichkeit die Stilllegung des Steinkohlenbergwerks Barsinghausen beschlossen. Die Kohleförderung der Schächte I – III in Barsinghausen und des Schachts IV bei Großgoltern endete im Jahr 1957. 
Die Preussag verwaltete den Strutzbergstollen nun von Obernkirchen aus.
Im Strutzbergstollen wurden noch im Jahr 1960 monatlich etwa 1400 t Kohle gefördert.
Mit der Einstellung des Betriebs am 30. Juni 1960 endete nach über 300 Jahren die Steinkohleförderung im Kohlerevier Deister.
- Karte mit allen Koordinaten:
- OSM |
- WikiMap

## Spuren

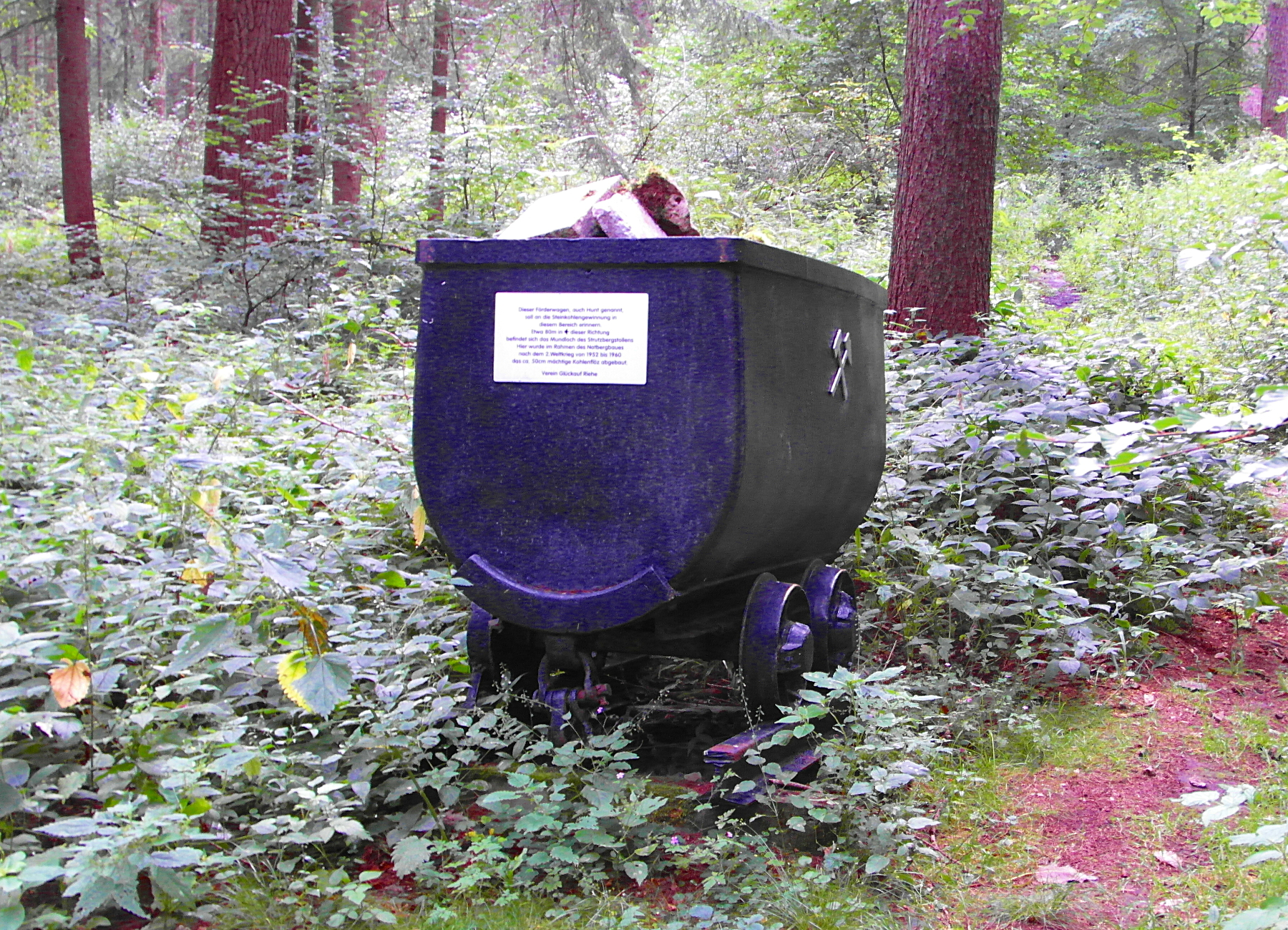
Ein Förderwagen dient als Wegweiser zum Strutzbergstollen

Nach Einstellung des Stollenbetriebs wurde die Waschkaue samt Steiger-, Bad-, Verbandszimmer und Grubenlampenladestation zu einem Gästehaus umgebaut. Das Gebäude mit Stallungen, Trafo- und Kompressorstation stand zwischen diesem und der Mooshütte und wurde abgerissen. Vom Verladebunker neben der Waschkaue ist noch eine Außenwand erkennbar.
Der „Förderverein Besucherbergwerk Klosterstollen“ informiert mit einer Informationstafel▼ des Kohlepfads bei der Mooshütte zu Strutzbergstollen und Mooshüttestollen.
Bei der Hütte und an einer Weggabelung im Deister hat der Rieher Verein „Glück auf“ zwei Förderwagen als Wegweiser aufgestellt.

## Belege
1. 1 2  
Bantorf. www.barsinghausen.de, abgerufen am 21. August 2016.
2. 1 2  
Chronik der Mooshütte. www.mooshuette.de, abgerufen am 2. Mai 2019.
3. 1 2  
Grubenpferde - "Kumpel auf vier Beinen". Bergbau Museum Lindhorst, abgerufen am 21. August 2016.
4. 1 2 3  
Infotafel Mooshütte-Stollen und Strutzbergstollen des Fördervereins Besucherbergwerk Klosterstollen Barsinghausen e. V. am Parkplatz der Mooshütte; gesehen am 23. August 2016
5. 1 2  
DER DEISTER-KOHLEBERGBAU. www.klosterstollen.de, 2012, archiviert vom Original (nicht mehr online verfügbar) am 13. August 2016; abgerufen am 21. August 2016.
6. ↑  
Letzte Zeche schließt vor 50 Jahren. www.schaumburger-wochenblatt.de, 18. August 2010, archiviert vom Original am 29. August 2016; abgerufen am 16. September 2016.
7. 1 2  
Ein neues Wiedersehen am alten Stollen. www.sn-online.de, 6. Juli 2010, abgerufen am 21. August 2016.
8. ↑  
Die „Deister-Kohlepfade“. (pdf; 7,7 MB) Besucherbergwerk Klosterstollen Barsinghausen, archiviert vom Original am 29. August 2016; abgerufen am 21. August 2016.

Koordinaten: 52° 19′ 5,2″ N, 9° 23′ 54″ O